# Lewisepeira chichinautzin
Lewisepeira chichinautzin là một loài nhện trong họ Araneidae.
Loài này thuộc chi Lewisepeira. Lewisepeira chichinautzin được Herbert Walter Levi miêu tả năm 1993.